# Poeciliopsis
 Poeciliopsis és un gènere de peixos de la família dels pecílids i de l'ordre dels ciprinodontiformes.

## Taxonomia
- Poeciliopsis baenschi (Meyer, Radda, Riehl & Feichtinger, 1986)
- Poeciliopsis balsas (Hubbs, 1926)
- Poeciliopsis catemaco (Miller, 1975)
- Poeciliopsis elongata (Günther, 1866)
- Poeciliopsis fasciata (Meek, 1904)
- Poeciliopsis gracilis (Heckel, 1848)
- Poeciliopsis hnilickai (Meyer & Vogel, 1981)
- Poeciliopsis infans (Woolman, 1894)
- Poeciliopsis latidens (Garman, 1895)
- Poeciliopsis lucida (Miller, 1960)
- Poeciliopsis lutzi (Meek, 1902)
- Poeciliopsis monacha (Miller, 1960)
- Poeciliopsis occidentalis (Baird & Girard, 1853)
- Poeciliopsis paucimaculata (Bussing, 1967)
- Poeciliopsis pleurospilus (Günther, 1866)
- Poeciliopsis presidionis (Jordan & Culver, 1895)
- Poeciliopsis prolifica (Miller, 1960)
- Poeciliopsis retropinna (Regan, 1908)
- Poeciliopsis scarlli (Meyer, Riehl, Dawes & Dibble, 1985)
- Poeciliopsis turneri (Miller, 1975)
- Poeciliopsis turrubarensis (Meek, 1912)
- Poeciliopsis viriosa (Miller, 1960)[1][2][3][4][5][6]